# أمير عبد الحميد
أمير عبد الحميد (مواليد 24 أبريل عام 1979م مدينة القناطر الخيرية – القليوبية.) هو حارس مرمى كرة قدم مصري معتزل ويعمل مديرًا لأكاديمية النادي الأهلي في الشيخ زايد منذ يوليو 2018.
قضى عبد الحميد معظم مسيرته الكروية بالنادي الأهلي المصري قبل أنتقاله للنادي المصري البورسعيدي. لم يشارك أساسيا بالنادي الأهلي إلا بعد رحيل عصام الحضري في يناير 2008. عانى عبد الحميد من النقد اللاذع لمستواه أحياناً. تعالت الانتقادات بشدة بعد خسارة الأهلي 2-4 على يد نادي باتشوكا المكسيكي ببطولة كأس العالم للأندية لعام 2008. ثم نشب خلاف بينه وبين حسام البدري المدير الفني للأهلي في أكتوبر 2009، رحله بعده للنادي المصري البورسعيدي وكان ذلك في ديسمبر من العام ذاته ثم انهى مشواره في المصري البورسعيدى عام 2012 وانتقل في العام ذاتة إلى نادى سموحة السكندرى وانهى مشواره فية عام 2014 وانتقل في العام ذاتة إلى نادى وادى دجلة.

## مسيرته مع الأندية

### الأهلي المصري

#### 2000 حتى 2008
بدأ أمير عبد الحميد مشواره بالنادي الاهلي ناشئا في موسم 1992/1993 وتدرج في المراحل السنية المختلفة حتى تم تصعيده إلى الفريق الأول موسم 2000/1999 عقب رحيل الحارس مصطفى كمال إلى نادي القناة.
كانت المباراة النهائية بين فريق النادي الأهلي وفريق المقاولون العرب في كأس مصر موسم 2003-2004 من الذكريات الأليمة لعبد الحميد. حيث أصيب بكسر في أحد عظام الساق وقطع في أحد أربطة الكاحل إثر كرة مشتركة مع مهاجم المقاولون العرب ممدوح عبد الحي في الدقيقة 78 من عمر المباراة. غادر عبد الحميد الملعب جراء الأصابة وتم الدفع بالمدافع شادي محمد ليحرس مرمى فريق الأهلي الذي كان أستنفذ جميع تبديلاته. سجل محمد فهيم لاعب المقاولون العرب هدف الفوز في الدقيقة 89 ليتوج فريقه بلقب البطولة. وقد عولج ساق عبد الحميد بشريحة ومسامير، كما أجريت له الجراحة المناسبة لعلاج القطع في رباط الكاحل.
ولعل المباراة الأهم في ذاكرة مشجعي الأهلي لعبد الحميد كانت في موسم 2004-2005 حين قاد زملاؤه ببراعة لفوز تاريخي على النادي الإسماعيلي في عقر داره بمدينة الإسماعيلية بستة أهداف مقابل لا شيء. لكنه شارك في مباراة النادي الأهلي وانتر كلوب المكسيكي في مباراة تحديد المركزين الثالث والرابع بكأس العالم لأندية 2006 والتي حصل فيها النادي الأهلي على المركز الثالث.
لم يكن عبد الحميد يشارك أساسيا بانتظام مع الأهلي بعد، لكن قرر المدير الفني مانويل جوزيه الدفع به في جميع مباريات الفريق ببطولة كأس مصر لموسم 2006-2007. بالرغم من إن شباكه أستقبلت ثلاثة أهداف في المباراة النهائية أمام نادي الزمالك، إلا إن الأهلي توج بلقب البطولة بفوز نتيجته 4-3.

#### 2008 حتى 2010
بات عبد الحميد الحارس الأساسي للأهلي إثر رحيل عصام الحضري لنادي سيون السويسري بعد البطولة الأفريقية بغانا 2008 والتي حصل المنتخب المصري على لقبها. لكن أداء عبد الحميد كان كثيراً موضع نقد. حيث واجه الحارس انتقادات لاذعة بعد مباراة الأهلي أمام ديناموز هراري بدوري أبطال أفريقيا والتي أقيمت في أغسطس 2008. طالب مانويل جوزيه - المدير الفني للأهلي - بالصبر على الحارس ولكن حذره في الوقت نفسه قائلاً «فإذا استمر في ارتكاب تلك الأخطاء سأدفع بالآخرين». وبعد تتويج الأهلي بلقب هذه البطولة الإفريقية على حساب فريق القطن الكاميروني، أشاد أحمد ناجي -مدرب حراس المرمى- بمستوى عبد الحميد طوال البطولة ولا سيما في المباراة النهائية. فقد صرح ناجي للموقع الرسمي للنادي الأهلي قائلاً، «أمير لعب مباراة كبيرة وكان رجلها الأول» في إشارة للمباراة النهائية.
أثناء مشاركة الأهلي ببطولة كأس العالم للأندية لعام 2008 والتي أقيمت في اليابان، خسر الفريق بنتيجة 2-4 أمام نادي باتشوكا المكسيكي. تجددت الانتقادات القاسية لعبد الحميد الذي تقبلت شباكه الأهداف الأربعة. ولكن دافع عنه أحمد سليمان مدرب حراس المنتخب المصري قائلا «أمير يتحمل مسئولية الهدف الثاني فقط بنسبة كبيرة، وبخلاف ذلك فالدفاع يتحمل مسئولية باقي الأهداف مع الحارس». وكان الهدف الثاني قد اُحرز من ركلة حرة مباشرة في الزواية اليمنى والمسؤول عنها الحارس. ثم تلقى الأهلي الهزيمة الثانية على التوالي في البطولة على يد فريق أدليد الأسترالي بنتيجة 0-1 ليحجز المركز السادس بالبطولة.
ساءت علاقة عبد الحميد بالنادي الأهلي تدريجيا. فقد نشر موقع فيلجول نقلاً عن مراسلة قناة «مودرن سبورت» أن المدير النفي -جوزية- قد وصف أداء عبد الحميد «بالسيء جدا» عقب مباراة في الدوري المصري الممتاز موسم 2008-09. وكانت المباراة قد أنتهت بالتعادل 2-2 أمام نادي بتروجيت. ثم نشب خلاف حاد بين الحارس والمدير الفني الجديد للأهلي -حسام البدري- وقرر الجهاز الفني على إثره إيقاف عبد الحميد لأجل غير مسمى وخصم كافة مستحقاته المادية في 18 أكتوبر 2009.

### المصري البورسعيدي
أنضم عبد الحميد للنادي المصري البورسعيدي في يناير 2010 بعد أن سدد النادي البورسعيدي مبلغ 800 ألف جنيه للأهلي مقابل التنازل عنه.
واجه عبد الحميد منافسة شديدة مع الحارس الشاب أحمد الشناوي حتى حجز لنفسه مركز حراسة مرمى المصري.
قدم عبد الحميد عدة عروض قوية مع فريقه الجديد ضمه على إثرها حسن شحاتة لقائمة منتخب مصر لمباراة منتخب أستراليا الودية المقامة يوم 17 نوفمبر 2010. لكنه لم يشارك بالمباراة.
ثم كان ضمن المنتخب المصري المشارك في دورة حوض النيل 2011 التي فاز المنتخب المصري بلقبها.
وقد تعرض عبد الحميد للضرب في 22 ديسمبر 2010 من جانب أحد البلطجية الذي قال له «بالراحة على الشناوي» قبل أن يتدخل زملاء عبد الحميد لتخليصه. من جانبه نفى أحمد الشناوي علاقته بهذه الواقعة مشددا على العلاقة القوية التي تجمعه بعبد الحميد.
ثم صفح عبد الحميد عن الشخص المعتدي عليه راغبًا في إخلاء سبيله بعد القبض عليه.

### سموحة
أنضم عبد الحميد لنادي سموحة في يناير 2012 بعد أن سدد نادى سموحة السكندرى مبلغ 800 ألف جنيه للنادى المصر البورسعيدى مقابل التنازل عنه.
وشارك مع سموحة كأساسي على مدار الموسمين واظهر اداء فوق الرائع بعد أن وصل مع سموحة في الدورة الرباعية للدورى الممتاز وشاركوا للدورى حتى النهاية بعد أن فاز الاهلى المصري بالدورى بفارق الاهداف وبفضلة شارك سموحة بدورى ابطال أفريقيا عام 2015 .
وشارك مع سموحة بكأس مصر حتى المباراة النهائية بعد أن أطاحوا بالاهلى في الدور قبل النهائي بهدفين مقابل هدف وخسر الكأس في آخر دقيقة وفاز الزمالك بكأس مصر 2014.
ثم انهى مشواره مع سموحة في يوم 24 يوليو 2014 بعدد ان قدم الجهاز الإداري لنادى سموحة الشكر له معلنين لة عدم وجود نية للتجديد لة.

### وادي دجلة
أنضم عبد الحميد للنادي وادي دجلة في أغسطس 2014 في صفقة انتقال حر.

### الاتحاد السكندري
في 31 يوليو 2017 وقع على عقد انضمامه إلى نادي الاتحاد السكندري في صفقة انتقال حر لمدة موسم واحد، بعد فسخ نادي الإنتاج الحربي تعاقده معه ورفض أمير تمديد تعاقده مع الفريق، ليرحل عن الفريق؛ من أجل خوض تجربة جديدة في الاتحاد السكندري.

### الداخلية
انضم لنادي الداخلية مطلع موسم 2017–2018 ولكنه لم يشارك سوى في 3 مباريات فقط طوال ذلك الموسم مع الفريق. وفي مايو 2018، فسخ عقده مع النادي بالتراضي.

### اعتزاله
أعلن عبد الحميد اعتزاله كرة القدم في يوليو 2018 وهو بعمر الـ39 سنة، وعينه النادي الأهلي مديرًا لأكاديمية النادي في الشيخ زايد.

## إحصائيات مشاركاته
آخر تحديث في 23 يوليو 2018

### مع الأندية
| الفريق         | الموسم    | الدوري  | الدوري | الكأس   | الكأس | البطولات القارية | البطولات القارية | بطولات أخرى | بطولات أخرى | الإجمالي | الإجمالي |
| الفريق         | الموسم    | مشاركات | أهداف  | مشاركات | أهداف | مشاركات          | أهداف            | مشاركات     | أهداف       | مشاركات  | أهداف    |
| -------------- | --------- | ------- | ------ | ------- | ----- | ---------------- | ---------------- | ----------- | ----------- | -------- | -------- |
| الأهلي         | 2000–2001 |         |        | 1       | 0     | 0                | 0                | —           | —           | 1        | 0        |
| الأهلي         | 2001–2002 |         |        | 2       | 0     | 1                | 0                | —           | —           | 3        | 0        |
| الأهلي         | 2002–2003 | 1       | 0      | 4       | 0     | 1                | 0                | 2           | 0           | 7        | 0        |
| الأهلي         | 2003–2004 | 4       | 0      | 3       | 0     | 0                | 0                | —           | —           | 7        | 0        |
| الأهلي         | 2004–2005 | 4       | 0      |         |       | 0                | 0                | —           | —           | 4        | 0        |
| الأهلي         | 2005–2006 | 1       | 0      |         |       | 1                | 0                | 2           | 0           | 4        | 0        |
| الأهلي         | 2006–2007 | 5       | 0      | 5       | 0     | 1                | 0                | —           | —           | 11       | 0        |
| الأهلي         | 2007–2008 | 8       | 0      | 1       | 0     | 12               | 0                | 3           | 0           | 24       | 0        |
| الأهلي         | 2008–2009 | 18      | 0      | 0       | 0     | 0                | 0                | 1           | 0           | 19       | 0        |
| الأهلي         | 2009–2010 | 0       | 0      | 0       | 0     | 0                | 0                | —           | —           | 0        | 0        |
| الأهلي         | الإجمالي  | 41      | 0      | 16      | 0     | 16               | 0                | 8           | 0           | 81       | 0        |
| المصري         | 2009–2010 | 7       | 0      | 0       | 0     | —                | —                | —           | —           | 7        | 0        |
| المصري         | 2010–2011 | 18      | 0      | 1       | 0     | —                | —                | —           | —           | 19       | 0        |
| المصري         | 2011–2012 | 2       | 0      | 0       | 0     | —                | —                | —           | —           | 2        | 0        |
| المصري         | الإجمالي  | 27      | 0      | 1       | 0     | —                | —                | —           | —           | 28       | 0        |
| سموحة          | 2011–2012 | 0       | 0      | 0       | 0     | —                | —                | —           | —           | 0        | 0        |
| سموحة          | 2012–2013 | 12      | 0      | 0       | 0     | —                | —                | —           | —           | 12       | 0        |
| سموحة          | 2013–2014 | 17      | 0      | 5       | 0     | —                | —                | —           | —           | 22       | 0        |
| سموحة          | الإجمالي  | 29      | 0      | 5       | 0     | —                | —                | —           | —           | 34       | 0        |
| وادي دجلة      | 2014–2015 | 22      | 0      | 0       | 0     | —                | —                | —           | —           | 22       | 0        |
| وادي دجلة      | الإجمالي  | 22      | 0      | 0       | 0     | —                | —                | —           | —           | 22       | 0        |
| الإنتاج الحربي | 2015–2016 | 30      | 0      | 0       | 0     | —                | —                | —           | —           | 30       | 0        |
| الإنتاج الحربي | 2016–2017 | 11      | 0      | 0       | 0     | —                | —                | —           | —           | 11       | 0        |
| الإنتاج الحربي | الإجمالي  | 41      | 0      | 0       | 0     | —                | —                | —           | —           | 41       | 0        |
| الداخلية       | 2017–2018 | 3       | 0      | 0       | 0     | —                | —                | —           | —           | 3        | 0        |
| الداخلية       | الإجمالي  | 3       | 0      | 0       | 0     | —                | —                | —           | —           | 3        | 0        |

## ألقاب
حصل أمير عبد الحميد على 18 بطولة مع النادي الأهلي المصري
وعلى بطولة واحدة مع منتخب مصر
- دورة حوض وادي النيل لكرة القدم: 2011
- دوري أبطال أفريقيا لكرة القدم: 2008
- كأس السوبر الأفريقي: 2009، 2007
- الدوري المصري الممتاز: 2009-2010، 2008-2009، 2007-2008، 2006-2007، 2005-2006، 2004-2005
- كأس مصر: 2001، 2003، 2006، 2007
- كأس السوبر المصري: 2003، 2005، 2006، 2007، 2008

## حياته الخاصة
أمير عبد الحميد متزوج من شقيقة لاعب نادي الزمالك الدولي محمد أبوالعلا، ولديه ثلاثة أطفال هم زينة وآدم وأسر.
أمير عبد الحميد طالب بكلية الأعلام جامعة القاهرة.

## روابط خارجية
- أمير عبد الحميد على موقع الاتحاد الدولي (مؤرشف)  (الإنجليزية)
- أمير عبد الحميد على موقع الاتحاد الأوربي (الإنجليزية)
- أمير عبد الحميد على موقع قاعدة بيانات كرة القدم.إي يو (الإنجليزية)
- أمير عبد الحميد على موقع ناشيونال فوتبول تيمز (الإنجليزية)
- أمير عبد الحميد على موقع Soccerway.com (الإنجليزية)